# 노블엔진
노블엔진(NovelEngine)은 2011년 1월 1일 창간한 영상출판미디어㈜의 라이트 노벨 레이블이다. 판형은 기존 대한민국 라이트 노벨 레이블들이 사용하는 B6 128X188mm을 사용한다. 일괄 발매일은 매월 1일이다. 대한민국 작품과 일본 작품을 함께 출간하고 있다.
작품 공모전을 진행하고 있다. 2011년 ‘제1회 노블엔진 라이트노벨 대상 공모전’을 개최한 이후 정기적으로 완성작의 투고 기간과 심사 기간을 갖고 있다. 이와 별도로 작품의 초반 부분만 투고하여 작품을 선정하고 작가를 육성하는‘1챕터의 승부’를 진행하며, 상시 이메일 투고를 받고 있다. 또한 홈페이지에 일본 라이트 노벨 작법 연구소와 제휴해 해당 사이트의 내용을 번역하여 게재하는 등의 활동을 하고 있다.

## 작품 목록

### 발행중

#### 대한민국
- 엔딩 이후의 세계 / 류세린 / 3권, 외전 2권
- 대명사와 마녀와 M들의 게임 / 아레스실버 / 1(상하)권 2(상하)권
- 기신전기 던브링어 / 홍정훈 / 9권
- 나를 노예로 삼아주세요 / 나승규 / 5권
- 그래도 봄은 온다 / 가랑 / 1권
- 매관매직 스크램블 / 차민하 / 3권
- 우리집 아기고양이 / 가랑 / 12권
- 안드로이드 트로이카 / 김유자 / 1권
- 절대소년 공주님 / 모베 / 3권
- 내가 아니면 누가 지키랴 / 정진교 / 3권
- 콤플렉스 시스터 / MoMo / 1권
- 불행소녀는 지지 않아! / LawBeast / 5권
- 삼학연의 / NEOTYPE / 11권
- 세계제일 시리즈
  - 매치스틱 케이스 / 인간실격, 보르자, 류세린, 모베, 차민하 / 단권
  - 세계 제일의 안티 미스테리 / 모베
- 위익의 프래그먼트 / 블루시드 / 4권
- 소녀 스펙트럼 / blasting / 1권
- 언리쉬드 노벨라이즈
  - 언리쉬드 앤솔로지 AREA 1 / NEOTYPE, 긴가, 크레파스, 차민하, 류세린
  - 언리쉬드 앤솔로지 AREA 2 / 차민하, 류호성, 가랑, 이준인, NEOTYPE
  - 언리쉬드 앤솔로지 AREA 1 -2 / Rava, 블루시드, 한시현, 모베, 인간실격
  - 언리쉬드 앤솔로지 AREA 3 / 남민철, 밀헨, miiin, 나후, 모베
  - 언리쉬드 앤솔로지 AREA 4 / 나기칸, 밀헨, 산바람, 이가빈, 인간실격
  - 언리쉬드 앤솔로지 AREA 7 / 아직은풋사과, 트퀄, 유피린, 나기칸
  - 언리쉬드 앤솔로지 AREA 8 / 세븐GU, 조유성, 나제온, 나후
- 요희전기 / 크레파스 / 4권
- 정염의 아이젠릿터 / Rava / 2권
- 나와 내 여동생이 마법소녀 / 무기상인 / 1권
- 여고생과 일하는법 / 가랑 / 1권
- 몇 살이 좋아? / 섬마을김씨 / 4권
- 시온의 아이들 / 나후 / 5권
- 일념일로 / 나기칸 / 6권
- 아웃룩 / 남민철 / 3권
- 우리는 무적의 솔로부대다! / 임진광 / 1권
- 스쿨워즈 / 레이창 / 2권
- 제 책을 리콜하러 왔습니다! / miiin / 1권
- 몬스☆패닉 NG / NEOTYPE / 4권 외전2.5
- 너에게 호소하는 방법 / 원 L.L. / 2권
- 이그나이트 / 김두민 / 1권
- 나는 이세계가 싫다 / 인덱스 / 5권
- 진짜로 평범한 귀농 라이프 / 이재 / 2권
- 인류실격 / 상워니 / 2권
- 큐라레 : 마법도서관 / 이금영 / 2권
- 섬광천사 리토나 리리셰 in NOVEL / LawBeast
- 내래 북에서 왔습네다 / 나후 / 2권

#### 일본
- 춤추는 별이 내리는 레네시클 / 유우지 유우지 / 6권
- 혹은 현재진행형의 흑역사 / 아와무라 아카미츠 / 10권
- 패미맛! / 츠루사키 타카히로 / 9권
- 내 여자친구와 소꿉친구가 완전 수라장 / 유우지 유우지 / 13권, 외전1권
- 노래하는 소녀의 창악보 / 아메노 치하레 / 7권
- 낙인의 문장 / 스기하라 토모노리 / 12권
- VS!! / 이즈미 니시키 / 3권
- 마왕인 나와 불사공주의 반지 / 칸키츠 유스라 / 5권
- 노 게임·노 라이프 / 카미야 유우 / 10권
  - 노 게임・노 라이프 프랙티컬 워게임
- 오버로드 / 마루야마 쿠가네 / 8권
- 대도서관의 양치기 / 타오 노리타케 / 2권
  - 대도서관의 양치기 overture
- 마도서가 폭주해 큰일입니다 / 세오 츠카사 / 3권
- 이 세계가 게임이란 사실은 나만이 알고 있다 / 우스바 / 4권
- 남자 고등학생의 할렐루야 / 이치노세 무츠키 / 4권
- 넌 외톨이가 아냐! / 코이와이 렌지 / 3권
- 우리 엄마가 17세가 되었다 / 히로사키 류 / 2권
- 연쇄의 카르네아데스 / 히비키 유우 / 2권
- Re:제로부터 시작하는 이세계 생활 / 나가츠키 탓페이 / 23권
  - Re:제로부터 시작하는 이세계 생활 단편집 / 5권
  - Re:제로부터 시작하는 이세계 생활EX / 4권
  - Re:제로부터 시작하는 이세계 생활 Re:zeropedia
- 방패용사 성공담 / 아네코 유사기 / 8권
- 여성향 게임의 공략 대상이 되었습니다…. / 아키메 진 / 2권
- 에로망가 선생 / 후시미 츠카사 / 10권
- 피안화 피는 밤에 / 류키시07
- 잉여가 한 방에 멀쩡해지는 「카마타리식」 인기 입문 / 이시카와 히로시
- 기억나지 않지만 네가 좋아 / 히가 토모야스 / 2권
- 나와 그녀가 알콩달콩 알콩달콩 / 카자미 메구로 / 3권
- 내일에서 '나'들이 왔다 / 타카기 린 / 2권
- 내가 주인공이 아니었을 무렵의 이야기를 하겠다 / 니카이도 히로시 / 6권
- 고래의 하늘 / 세오 츠카사 / 4권
- 아마토 / 니카이도 히로시 / 3권
- 오·리·가·미 / 하야시 토모아키 / 7권
- 위악의 왕 / 니카이도 히로시 / 3권
- 스카이 월드 / 세오 츠카사 / 11권
- 묵시록 앨리스 / 카가미 타카야 / 3권
- 땅끝마을 구세주 / 이와이 쿄헤이 / 3권
- 애니화 기획 진행 중(仮)?! / 가도 카게유 / 3권
- 오오 코스케여, 고르지 못하다니 한심하도다! / 타케오카 하즈키 / 2권
- 조정소녀 사파이어 / 세오 츠카사 / 2권
- 변방의 슈라우드 / 미쿠모 가쿠토 / 2권
- S.I.R.E.N / 사자네 케이 / 5권
- 리딩 블러드 / 타오 노리타케 / 3권
- 스마가 / 오키 렌지 / 2권
- 천계적 이세계 전생담 / 우스바 / 3권
- Fate/kaleid liner 프리즈마☆이리야 / 이토 히로 / 2권
- MONSTER DAYS / 오우기 유타 / 1권
- 그라우스탄디아 황국전기 / 우치보리 유이치 / 7권,0권
- 불타는 도시의 영웅 소녀 / 야나기 타마조 / 3권
- 무예에 몸을 바친 지 백여 년, 엘프로 다시하는 무사수행 / 아카시 칵카쿠 / 9권
- 잉여가 성검을 주운 결과 / 쿠사카베 카사쿠 / 4권
- 엔드 리 엔드 / 니메구치 츠카사 / 2권
- 열세 번째의 앨리스 / 후시미 츠카사 / 4권
- 우리 집이 던전 / 아모 이부키요 / 2권
- 문호 스트레이독스 / 아사기리 카프카 / 6권, BEAST
  - 문호 스트레이독스 데드 애플 / 이와하타 히로
  - 애니메이션 소설판 / 코사카 마리
- 용사가 마왕을 쓰러뜨려 주지 않아 / 아이소라 만타 / 1권
- 천망염상 카구츠치 / 스나기 이즈모 / 3권
- 감옥학원에서 문지기를 / 후루미야 코지 / 3권
- 우울한 빌런즈 / 카미츠키 레이지 / 5권
- 천공감옥의 마술화랑 / 나가나 요이치 / 5권
- 상그리아 / 타카노 코로쿠 / 2권
- 싸우는 빵집 주인과 기계장치 종업원 / SOW / 8권
- 라에티티아 패룡전기 / 스에바시 켄 / 2권
- 에이룬 라스트 코드 / 아즈마 류노스케 / 5권
- 필승 던전 운영방법 / 유키다루마 / 10권
- 만화의 신 / 소노 카즈유키 / 3권
- 하늘을 꿰뚫는 신마의 검 / 타카기 코이치 / 1권
- 렌탈 무기점 아리체 / 타구치 센넨도 / 1권
- 파타 모르가나의 저택 / 하나다 케이카 / 5권
- 맛있는 샌드위치를 만드는 방법 / 야노 유이 / 1권
- 소드&위저드 / 칸키츠 유스라 / 4권
- 용왕이 하는 일! / 시라토리 시로 / 11권
- 아무래도 좋아, 이딴 세계는 / 와타리 와타루 / 2권
- 어새신즈 프라이드 / 아마기 케이 / 11권
  - 어새신즈 프라이드 시크릿 가든 / 아마기 케이 / 2권
- 끝없는 욕망의 새크라멘트 / 오야마 쿄헤이 / 1권
- 라이프 어 라이브! / 아사노 하지메 / 4권
- 모로보시 타카시 / 모로보시 타카시 / 1권
- 현실주의 용사의 왕국 재건기 / 도조마루 / 9권
- 29세와 JK / 유우지 유우지 / 5권
- 몬스터 아가씨의 의사 선생님 / 오리구치 요시노 / 5권
- 나노카의 식신 / 카미츠키 레이니 / 4권
- 86 -에이티 식스- / 아사툐 야사토 / 5권
- 내가 좋아하는건 여동생이지만 여동생이 아니야 / 에비스 세이지 / 7권
- 녹양의 퀘스터 리릭 / 아이자와 사코 / 1권
- 신이 없는 세계의 토멘터  / 니시나 유우키
- 이세계 고문공주 / 아야사토 케이시 / 7권
- 예를 들어 라스트 던전 앞 마을의 소년이 초반 마을에서 사는 듯한 이야기 / 사토토시오 / 4권
- 영웅실격 / 사라이 슌스케 / 2권
- 어째서 내 세계를 아무도 기억하지 못하는가? / 사자네 케이 / 5권
- 타천의 구신 -슬래시 독- / 이시부미 이치에이 / 2권
- 똥망겜 온라인(임시) ~운영진 전부 도망쳤지만 아무런 문제도 없어요!~ / 츠치세 야소하치 / 2권
- 자칭 F랭크 오라버니가 게임으로 평가받는 학원의 정점에 군림한다는데요? / 미카와 고스트 / 6권
- 사선세계의 추방자 / 미즈노 아유무 / 2권
- 월드 에너미 / 사자네 케이 / 1권
- 너에게 이어받는 영웅계보 / 아츠이 켄야 / 1권
- 진 하이스쿨 DxD / 이시부미 이치에이 / 4권
- 나의 여친 선생님 / 카가미 유우 / 3권
- 암살자인 내 스테이터스가 용사보다도 훨씬 강한데요 / 아카이 마츠리 / 3권
- 몬스터 팩토리 / 아로하자초 / 1권
- 5000살 먹은 초식 드래곤, 억울한 사룡 낙인 / 에노모토 카이세이 / 2권
- 마왕 토벌이 끝나고, 눈에 띄기 싫어서 길드 마스터가 되었다 / 아카츠키 토와 / 2권
- 사상 최강의 대마왕, 마을 사람 A로 전생하다 / 카토 묘진 / 3권
- 공녀전하의 가정교사 / 나나노 리쿠 / 3권
- 너네, 아싸인 날 너무 좋아하는 거 아니냐. / 나기키 에코 / 2권
- 이상적인 딸이면 세계 최강이어도 예뻐해 주시나요? / 미카와 고스트 / 2권
- 삽질무쌍 / 츠치세 야소하치 / 2권
- 외톨이의 이세계 공략 / 고지 쇼지 / 1권
- 성검학원의 마검사 / 시미즈 유우 / 2권
- 전투원, 파견합니다 / 아카츠키 나츠메 / 1권
- 탐정은 이미 죽었다 / 니고 쥬우 / 1권

### 완결
- 더블 액세스 / 히구치 츠카사 / 3권
- 월드 엔드 라이츠 / 하나후사 마키오 / 4권
- 강철의 흰토끼 기사단 / 마이사카 코우 / 10권
  - 강철의 검은토끼 기사
- 나는 그녀의 개가 된다! / 아사누마 코타 / 3권
- 주전포수 시노하라 씨 / 센바 카모메 / 3권
- 그녀는 거짓말을 하지 않는다 / 보르자 / 1권
- 내 여동생은 한자를 읽을 수 있다 / 카지이 타카시 / 5권
- 귀 자르는 네루리 시리즈 / 이시카와 히로키 / 3권
- 너를 위해서라면 죽을 수도 있어 / 반시연 / 단권
- 야간자유학습 / 한시현 / 2권
- 일편흑심 / 인간실격 / 5권
- 노벨 배틀러 / 보르자 / 5권
- 수영 안 해요 / 히가 토모야스 / 2권
- 신메카이 로드그래스 / 히가 토모야스 / 5권
- 앨리스랑 마사요시는 아무 사이도 아니야? / 와카츠키 히카루 / 3권
- 소드걸스 엑스트라 / 류세린, Blasting, NEOTYPE, 인간실격, 긘가, 가람해무 / 단권
- 수라장 속의 나와 소녀금렵구 / 타시로 히로히코 / 3권
- 변사체를 발견해 버렸습니다 / 김태양 / 3권
- 국가전복일당 / 이준인 / 3권
- 잠들지 않는 마왕과 크로노의 세계 / 아카츠키 센리 / 3권
- 서큐버스 삿짱이 실례하겠습니다 / 카이마 타카아키 / 3권
- 해피버스데이 / 노조미 코타 / 2권
- 소문의 학술명 / 모베 / 4권
- 소드걸스 스쿨 / NEOTYPE / 5권
- 소드걸스 다크 / Blasting / 5권
- 소드걸스 / 류세린 / 5권
- 리버스 키스 / 사노 시나노 / 단권
- 콥스파티 / 츠즈키 요시히로 / 상 · 하권
- 불완전 신성기관 이리스 / 사자네 케이 / 5권
- 빙결경계의 에덴 / 사자네 케이 / 13권
- 유령 따윈 보이지 않아! / 무라사키 유키야 / 7권
- 주먹다짐 스킨십 / 이가빈 / 3권
- 뱀파이어 섬머타임 / 이시카와 히로시
- RDG 레드 데이터 걸 / 오기와라 노리코 / 6권
- 울티메이스 크로스 / unlock / 4권
- 방구석에 인어아가씨 / 류호성, 가량, 지나가던개
- R-15 / 후시미 히로유키 / 11권
  - 코믹 R-15 / 오오하시 하야토 /4권
  - 코믹 그래서 나는 H를 할수가 없다 / 오카기리 쇼우 / 5권
- 그래서 나는 H를 할수가 없다 / 타치바나 판 / 11권
- 아가씨께서 수상쩍은 일을 꾸미고 계십니다 / 쿠로카와 미노루 / 3권
- 포효하는 마룡의 포식방법 / 우치보리 유이치 / 5권
- 몬스☆패닉 / NEOTYPE / 8권, 외전 5.5, 6.5
- 악당이 되었더니 미소녀 천국이라 대승리!! / 오카자와 로쿠주용 / 6권
- 크로스 레갈리아 / 산다 마코토 / 8권
- 좋아 싫어 / 후지타니 타우코
- 데드엔드 99% -RE:DEAD END 99%- / 지나가던개 / 단권
- 비히클 엔드 / 우에오 히사이츠 / 단권
- 검술학교의 연애사정 / elle / 8권
- 이나리, 콩콩, 사랑의 첫걸음 / 카노 아라타
- 꽃 연작 / 마츠야마 타케시
  - 눈꽃 날개의 프리지아
  - 얼음나라의 아마릴리스
- 전성의 KAFKA 술사 / 히가 토모야스
- 미스마르카 왕국부흥기 / 하야시 토모아키 / 12권
- 드레스 차림의 내가 높으신 분들의 가정교사가 된 사건 / 노무라 미즈키 / 8권
- 손만 잡고 잤을 텐데?! / 류호성 / 7권
- 라이트 노벨을 읽는 것도 즐겁지만, 써보면 더 즐거울지도 몰라요!? / 하야시 토모아키
- 여고생 점장의 편의점은 즐겁지 않아 / 아케사카 츠즈리 / 4권
- 언젠가 세계를 구하기 위해서 -퀄리디아 코드-/ 타치바나 코우시 / 2권
- 미래의 여친님이 나에게 인사를 건네왔다 노벨라이즈 시리즈
  - 과거의 여친이 나에게 미소를 건네왔다 / 나기칸
  - 현재의 여친님이 나에게 소망을 건네왔다 / 나기칸
- 포춘 하모니 in Novel / Lawbeast
- 타마고 사교댄스부에 어서 오세요 / 미하기 센야
- 나설 때예요! 카구야 님 / 아이소라 만타 / 3권
- 내 옆자리 남학생의 상태가 이상해 / 인덱스
- 내일, 오늘의 너를 만날 수 없다 해도 / 야요이 시로
- 세계 종언의 세계록 / 사자네 케이 / 10권
- 그래서 닌자랑 드래곤이랑 누가 더 센데? / 다테 야스시 / 4권
- 우스이와 그녀와 63의 / 아라모토 케이
- 하이스쿨 DxD / 이시부미 이치에이 / 25권
  - 미야마 제로 화집 하이스쿨 DxD
  - 하이스쿨 DxD DX 5권
  - 하이스쿨 DxD 하렘킹 메모리얼
- 공전마도사 후보생의 교관 / 모로보시 유우 / 14권
- 목숨이 걸린 게임에 휘말려 마음에 안 드는 놈들을 기꺼이 다 죽이기로 했다 / 나카타 카나타 / 3권
- 앙상블 스타즈! / 아키라 / 4권
- 원 플러스 원 / 세븐GU / 6권
- 칠성의 스바루 / 타오 노리타케 / 7권,0권
- 이능배틀은 일상계 속에서 / 노조미 코타 / 13권
- 완벽한 그녀에게 1% 부족한 건 / 홍성혜 / 6권
- 나와 너에게만 크리스마스는 오지 않는다 / 후지미야 카즈키

### 노엔코믹스
- 하이스쿨 DxD / 11권
- 프리즈마 이리야 / 히로야마 히로시 / 2권
  - 프리즈마 이리야 츠바이(2wei) / 5권
  - 프리즈마 이리야 드라이(3rei) / 11권
  - 프리즈마 컴플리트
- 드레스 차림의 내가 높으신 분들의 가정교사가 된 사건 / 라루 사쿠라나 / 2권
- 노 게임 ・ 노 라이프 / 히이라기 마시로, 카미야 유우 / 2권
- 미스마르카 왕국 부흥기 / 아시카와 케이지 / 4권
- 피안화 피는 밤에 / 츠노하츠 이치로 / 6권
- 보랏빛 퀄리아 / 츠나시마 시로 / 3권
- 에로망가 선생 / rin / 7권
- 문호 스트레이독스 / 하루카와 산고 / 18권
- 문호 스트레이독스 멍! / 카나이 네코 / 6권
  - 문호 스트레이독스 낙서수첩
  - 문호 스트레이독스 공식 가이드북 개화록·심화록
  - 문호 스트레이독스 공식 앤솔로지 -려(麗)- / 아사기리 카프카, 하루카와 산고
  - 문호 스트레이독스 공식 앤솔로지 -화(華)-
  - 문호 스트레이독스 DEAD APPLE / 간지이 / 2권
  - 문호 스트레이독스 공식 앤솔로지 -름(凜)-
- 푸치마스 / 아카네 / 10권
- 이 세계가 게임이란 사실은 나만이 알고 있다 / 이치젠 / 4권
- 쿠마미코 / 요시모토 마스메 / 10권
  - 쿠마미코짱
- Fate/EXTRA / 로비~나 / 6권
- 오버로드 / 미야마 후긴 / 10권
- 마이 볼 / 이노우에 소라 / 9권
- Re:제로부터 시작하는 이세계 생활 제2장 / 후게츠 마코토 / 5권
- 벽을, 쿵 / 오노 소라
- 사랑하는 미치루 아가씨 / 와카바야시 토시야 / 2권
- 야수 주인과 펫 여고생 / 야칸 츠즈라 / 2권
- 유녀 전기 / 토죠 치카 / 9권
- 앨리스와 조로쿠 / 이마이 테츠야 / 8권
- 칸키츠 유스라 / 유이자키 카즈야 / 1권
- 걸즈&판처 / 사이타니야 료이치 / 4권
- Fate/hollow ataraxia / 메도리 / 2권
- 걸즈&판처 좀 더 러브러브 작전입니다 / 니이 마루코 / 7권
- 걸즈&판처 리틀 아미 / 츠치이 / 1권
- Fate / strange Fake / 모리이 시즈키 / 1rnjs / 3권
- 고래의 아이들은 모래 위에서 노래한다 / 우메다 아비 / 2rnjs / 11권
- 걸즈&판처 리틀 아미 II / 츠치이 / 3권
- Fate/EXTRA CCC 폭스테일 / 타케노코 세이진 / 6권
- Fate/Grand Order 코믹 아라카르트 / 콤프 에이스 편집부 / 9권
- 용왕이 하는 일! / 코게타 오코게 / 7권
- 걸즈&판처 리본의 무사 / 노가미 타케시, 스즈키 타카아키 / 5권
- 에미야 가의 오늘의 밥상 / TAa / 5권
- 새내기 자매와 두 사람의 식탁 / 히이라기 유타카 / 6권
- Re:제로부터 시작하는 이세계 생활 제3장 / 마츠세 다이치 / 7권
- 방패 용사 성공담 / 아이야 큐 / 11권
- BEASTARS / 이타가키 파루 / 9권
- 누이 되는 자 / 이이다 포치 / 4권
- AI의 유전자 / 야마다 큐리 / 4권
- 두 번째 여름, 두 번 다시 만날 수 없는 너 / 부-타 / 2권
- 하루치카 / 부-타 / 2권
- Fate/EXTRA CCC / 로비~나 / 2권
- Fate/Apocrypha / 이시다 아키라 / 4권
- 문호 스트레이독스 DEAD APPLE / 간지이 / 1권
- 냥아치 / 오카다 아츠시 / 3권
- 예를 들어 라스트 던전 앞 마을의 소년이 초반 마을에서 사는 듯한 이야기 / 후세마치 하지메 / 3권
- 로드 엘멜로이 2세의 사건 / 아즈마 토우 / 4권
- 현실주의 용사의 왕국 재건기 / 우에다 사토시 / 3권
- 해골기사님은 지금 이세계 모험 중 / 사와노 아키라 / 4권
- 만화로 배우는! Fate/Grand Order / 리요 / 2권
- 유녀전기 식당 / 카를로 젠 / 2권
- 호쿠사이와 밥만 있으면 / 스즈키 사나미 / 1권
- 슬라임을 잡으면서 300년, 모르는 사이에 레벨MAX가 되었습니다 / 시바 유스케 / 4권
- 어리석은 천사는 악마와 춤춘다 / 아즈마 사와요시 / 1권
- 오버로드 불사자의 왕! / 사카가미 슈세이 / 2권
- 아픈 건 싫으니까 방어력에 올인하려고 합니다. / 오이모토 지로 / 2권
- Re:제로부터 시작하는 이세계 생활 공식 앤솔로지 코믹 / 1권
- 이세계 삼촌 / 호톤도신데이루 / 3권
- 실격문장의 최강 현자 / 칸쇼&효코 / 2권
- 이세계 유유자적 농가 / 츠루기 야스유키 / 2권
- 똥망겜 온라인(임시) / 시노노메 타로 / 2권

### 완결
- 악마도 발 딛기 두려워하는 곳  / 요시베 아쿠로 / 3권
- 코하 에이스 / 케이켄치 / 단권
- 코하 에이스 플러스 / 케이켄치
- 걸즈&판처 격투! 마지노전입니다!! / 사이타니야 료이치 / 2권
- Fate/Grand Order 쿠로세 코스케 작품집 -샤토 디프-
- Fate/Grand Order 나카타니 작품집 -칼데아 스크랩-
- 노 게임 ・ 노 라이프, 예요! / 유이자키 카즈야 / 4권
- 치오의 통학로 / 카와사키 타다타카 / 9권

### 노블엔진 팝
- 만능감정사 Q의 사건수첩 / 마츠오카 케이스케 / 12권
- 흐리거나 비 아니면 호우 / 반시연 / 2권
- 화조풍월 시리즈 / 아야사키 슌
  - 창공시우(蒼空時雨)
  - 초련혜성(初戀彗星)
  - 영원홍로(永遠紅盧)
  - 눈빛숨결(吐息雪色)
- [映]암리타 / 노자키 마도
- 보랏빛 퀄리아 / 우에오 하사미츠
- 유령의 노래 / 반시연
- 메멘토 토리 / 보르자
- 마왕의 죽음과 가짜 용사 / 타시로 히로히코 / 상·하권
- 유랑화사 / 정연 / 5권
- 3일간의 행복 / 미아키 스자루
- 퍼펙트 프렌드 / 노자키 마도
- 습도 8페이지 / 반시연
- 베이비 굿모닝 / 코노 유타카
- 반월당의 기묘한 이야기 / 정연 / 7권
- 하루치카 시리즈 / 하츠노 세이
  - 퇴장게임
  - 첫사랑 소믈리에
  - 공상오르간
  - 천년 줄리엣
  - 행성 카론
- 가면을 쓴 소녀 / 노자키 마노
- 내가 7대 불가사의가 된 이유 / 오가와 하루오
- 반쪽 날개의 종이학과 허세 부리는 니체 / 천효진
- 죽지 않는 학생 살인사건 / 노자키 마도
- 스타팅 오버 / 미아키 스가루
- 소녀 키네마 / 니노마에 하지메
- 노블 칠드런 시리즈 / 아야사키 슌
  - 노블 칠드런의 잔혹
  - 노블 칠드런의 고별
  - 노블 칠드런의 애정
  - 노블 칠드런의 첫사랑
- 소설가를 만드는 법 / 노자키 마도
- 이웃은 한밤중에 피아노를 친다 / 쿠가 본초 / 2권
- 그날 본 꽃의 이름을 우린 아직도 모른다 / 오카다 마리 / 2권
- 물시계 / 하츠노 세이
- 아픈 것아, 아픈 것아, 날아가라 / 미아키 스가루
- 노자키 마도의 '2' / 노자키 마도
- 반도 호타루코 시리즈 / 진자이 아키
  - 반도 호타루코, 일상이 따분까분
  - 반도 호타루코, 옥상에서 적수를 기다리다
  - 반도 호타루코, 별하늘 아래에서 꿈을 이야기하다
- 마법사의 허브티 / 아리마 카오루
- 나는 내일, 어제의 너와 만난다 / 나나츠키 타카후미
- 러시아 유령 군함 사건 / 시마다 소지
- 인연이네요 / 노자키 마도 / 2권
- 휴대폰 탐정 켄나이짱 / 나나요 요시 / 2권
- 라스트 런 / 카도노 에이코
- 하마무라 나기사의 계산 노트 / 아오야기 아이토 / 3권, 1/2권
- 박물관의 팬텀 / 이요하라 신
- 네가 전화를 걸었던 장소 / 내가 전화를 걸었던 장소 / 미아키 스가루
- 마츠리카 마요르카 / 아이자와 사코
- 그라운드의 시 / 아사나 아츠코
- 우리들의 기적 따끈따끈 로그 / 후지타니 토우코
- 양라를 거부한 세계 / 초련 / 2권
- 레알리아 / 유키노 사이 / 2권
- 신령님이 있는 서점 / 미하기 센야
- 사이코패스 0 / 타카하 아야
- 도쿄 사이드 키친 / 나리타 나리코 / 2권
- 선술집 바가지 / 아키카와 타키미 / 6권
- 카시노키 미대의 기묘한 주민 / 야나세 미치루 / 1권
- 그저 그것만으로 좋았습니다 / 마츠무라 료야
- 오리에란트 시리즈 / 이누이시 토모코 / 3권
  - 밤의 사본사
  - 마도사의 달
  - 태양의 돌
- 무슨 일이 일어나고 있나요? 사랑하고 있습니다. / 펜타부
- 하레오이 마을에는 히마리 씨가 있다. / 노무라 미즈키
- 유토피아 / 미나토 가나에
- 그리고 네가 없는 9월이 온다 / 아마사와 나츠키
- 미소년 탐정단 / 니시오 이신 / 1권
- 오전 0시의 상드리용 / 아이자와 사코
- 미래세계의 유령 / KILKE
- 나의 연인 / 후지노 메구미
- 하레오이 마을에는 히마리 씨가 있다. / 노무라 미즈키
- 로트캡셴, 이리 오렴 / 아이자와 사코
- 사기꾼과 공기남과 미소년 / 니시오 이신
- 나의 거짓말 / 후지노 메구미
- 고양이와 금발머리와 행복의 목욕탕 / 미츠키 린
- 천장위의 미소년 / 니시오 이신
- 안녕, 어리석은 자. 잘 가, 나의 세계 / 마츠무라 료야
- 약속의 숲 / 사와키 토고
- 에튀드 봄바람 / 오기와라 노리코 / 2권
- 오이란과 서예걸 / 세나 카즈아키 / 1권
- 카쿠리요의 여관밥 / 유우마 미도리 / 9권
- 패권 애니 / 오기와라 노리코
- 타르트 타탱의 꿈 /  곤도 후미에
- 죽음과 모래시게 / 도리카이 히우
- 암굴희 / 곤도 후미에
- 오늘은 안녕 / 이치호 미치
- 못다 한 작별의 숙제 / 오가와 하루오
- 뱅쇼를 당신에게 / 곤도 후미에
- 천사는 기적을 갈망한다 / 나나츠키 타카후미
- 마카롱은 마카롱 / 곤도 후미에
- 나는 또다시 그대에게 이별의 숫자를 본다 / 기리토코 마사키
- know / 노자키 마도
- 너를 사랑하는 것은 있을 수 없는 일이었다 / 이카다 가쓰라
- 사랑하는 기생충 / 미아키 스가루
- 너를 사랑하는 것은 있을 수 없는 일이었다 그리고, 졸업 / 이카다 가쓰라
- 첫사랑 로스타임 / 니시나 유키
- 원수성역 / 카지오 신지 / 3권
- 닥터 화이트 / 기바야시 신
- PSYCHO-PASS ASYLUM / 요시가미 료 / 2권
- 하늘에 흩날리는 눈 속의 불티 / 아키타 요시노부
- 이 하늘 위에서 언제까지나 너를 기다리고 있어 / 코가라시 와온
- 그녀가 좋아하는 것은 호모이지 내가 아니다 / 아사하라 나오토
- 남은 인생 10년 / 코사카 루카
- 끈 묶기의 마도사 / 이누이시 토모코
- 친한 너와의 낯선 기억 / 쿠도 유
- 창문이 없는 집의 미스 마쉐 / 사이토 치와
- 날이 밝으면 제일 먼저 너를 만나러 갈게 / 시오미 나쓰에
- 이웃 사람들 / 무레 요코
- 7월에 흐르는 꽃 / 온다 리쿠
- 7일쨰는 여름으로 가는 문 / 니카이도 아오
- 8월은 차가운 성 / 온다 리쿠
- 1%의 교실 / 마츠무라 료야
- 살아만 있다면 / 코사카 루카
- 소설의 신 / 아이자와 사코

### 영상출판미디어 단행본

#### 발행중
- 오버로드 / 마루야마 쿠가네 / 13권
- 방패 용사 성공담 / 아네코 유사기 / 21권+1권 
  - 창 용사의 새출발 / 아네코 유사기 / 2권
- 마법소녀금지법 / 이토 히로 / 2권
- 유녀전기 / 카를로 젠 / 12권
- 엽견은 이날, 목 놓아 우노라 / 아직은풋사과 / 1권
- 애리스 드라이브 / NEOTYPE / 4권 /
- 당신과 나의 어사일럼 / 류세린 / 4권
- 마개조 소녀 구출기 / 소영이아빠 / 1권
- 바보 왕자와 강철의 메이드 / 무영자 / 2권
- 던전 디펜스 / 유헌화 / 5권
- 이세계는 스마트폰과 함께 / 후유하라 파토라 / 19권
- 그녀, 지상최강의 신부 / 한유일 / 2권
- 백마의 주인 / 아오이 야마토 / 5권
- 문 더스트 파일즈 / 와이토레케 / 1권
- 해골기사님은 지금 이세계 모험 중 / 히카리 엔키 / 8권
- 아저씨가 미녀 / 야마다 마루 / 2권
- 일수무적 / 흑야 / 2권
- 용사상호조합 교류형게시판 / 오케무라 / 3권
- 흑의 성권사 / 히다리 류 / 3권
- 라피스의 심장 / 하부타에 긴타로 / 2권
- 로드 엘멜로이 2세의 사건부 / 산다 마코토 / 7권
- 사랑하면 죽는다니 괴롭습니당! / 미카미 테렌
- Fate/Apocrypha / 히가시데 유이치로 / 5권
- 변경의 팔라딘 / 야나기노 카나타 / 5권(3상,하)
- 나만 집에 가는 학급전이 / 아니코 유사기 / 2권
- 고스트 게이머 / 인덱스 / 2권
- 이세계를 향하여 경례! / 말랑슬라임 / 3권
- 페인 워커 힐즈 / 조유성 / 4권
- 리월드 프런티어 / 쿠니히로 센기 / 2권
- 우리집 애기신령님은 뿔이 났다 / ESTRO / 7권
- 이세계 최강은 집주인이었습니다 / 유우타로 / 1권
- 레버넌트 하이 / 이재용 / 4권
- 영원한 바보 아즈리가 쓰는 현자의 서 / 히후미 / 4권
- 슬라임을 잡으면서 300년, 모르는 사이에 레벨 MAX가 되었습니다 / 모리타 키세츠 / 11권 
  - 스핀오프 일반 공무원으로 일하면서 1500년, 마왕의 힘으로 장관이 되어버렸습니다
- 누구나 할 수 있는 몰래 돕는 마왕토벌 / 츠키카게 / 4권
- 열 살 최강 마도사 / 아마노 세이주 / 5권
- 리비티움 황국의 돼지풀 공주 / 사사키 이치로 / 3권
- 노후를 대비해 이세계에서 금화 8만 개를 모읍니다 / FUNA / 3권
- 최강 마법사의 은둔계획 / 이즈시로 / 8권
- 티탄 / 하쿠쇼쿠훈마츠 / 1권
- 내 이세계 누이가 자중하지 않아! / 히이로노아메 / 1권
- 백곰 전생 / 미시마 치히로 / 3권
- 워르테니아 전기 / 호리 료타 / 3권
- 돼지 공작으로 전생했으니까, 이번엔 너에게 좋아한다고 말하고 싶어 / 아이다 리즈무 / 8권
- 황태자의 현실적응기 / 라경휘 / 3권
- 아키 블레이드 / 홍정훈 / 4권
- 아픈 건 싫으니까 방어력에 올인하려고 합니다 / 유우미칸 / 7권
- 실격문장의 최강 현자 / 신코 쇼토 / 4권
- 이 용사가 ZZANG센 주제에 너무 신중하다 / 츠치히 라이토 / 4권
- 톱밥탱이 영애님 / 다롱꽃 / 2권
- 용사파티는 마왕군에게 점령당했습니다 / 망량량 / 2권
- 언더워커 / 청풍명월 / 2권
- 마왕님의 도시 만들기! / 츠키요 루이 / 1권
- 이세계 유유자적 농가 / 나이토 키노스케 / 4권
- 어느 여기사의 성덕입문기 / 다롱꽃 / 1권
- 리아데일의 대지에서 / ceez / 1권
- 이세계에서 깽판치는 용사 중 나만 슬라임 / 제니멀 / 1권
- 꼬마 현자님, 레벨1부터 이세계에서 열심히 삽니다! / 아야토 유메 / 2권
- 경계미궁과 이계의 마술사 / 오노사키 에이지 / 7권
- 고블린 서바이버 / 반도 타로 / 3권
- 악역영애 레벨 99 / 타나바타 사토리 / 2권
- 슬라임 전생 / 츠키요 루이 / 1권
- 도전! 이세계 골목식당 / 하타모토 유키야 / 1권

#### 완결
- 미야마 제로 화집 하이스쿨 D×D / 1권 / 미야마 제로
- 프리즈마 이리야 – 프리즈마 컴플리트 / 프리즈마 이리야 제작위원회
- 아르슬란 전기 / 다나카 요시키 / 8권
- 멕 타이탄 가제트 거갑투사 그란어스 / 칸자카 하지메
- 멕 타이탄 가제트 학살기 익시언트 / 아키타 요시노부
- 흡혈희는 장밋빛 꿈을 꾼다 / 사사키 이치로 / 4권
- 마검마탄의 사이드스토리 / 4FOUR / 5권
- 큐라레 일러스트레이션즈 2014 / 스마인게이트 엔터테인먼트
- 약속의 나라 / 카를로 젠 / 3권
- 큐라레 일러스트레이션즈 2015 / 스마인게이트 엔터테인먼트
- 운명개변자 / 긴가
- 꿈꾸는 전기양 시리즈 / 4FOUR / 4권
- 동화 나라의 달빛공주 / 아오노 우미도리 / 5권
- 새벽을 알리는 루의 노래 / 미하기 센야
- 벨로아 궁정일기 / 정연 / 4권
- 큐라레 일러스트레이션즈 2016 / 스마인게이트 엔터테인먼트
- 이터 홀 / 나제온 / 상·하권
- 눈 떠보니 공주님 / 리시 / 4권
- 내가 마족군에서 출세하여 마왕의 딸의 마음을 사로잡는 이야기 / 토오노 소라 / 6권
- 이 세계가 게임이란 사실은 나만이 알고 있다 / 우츠바 / 9권
- 키즈나 아이 1st 사진집 AI / 키즈나 아이
- 소꿉친구 자판기에게 프러포즈한 이야기 / 니노미야 사카와
- 앙상블 스타즈 오피셜 웍스 화보집
- 노 게임・노 라이프 카미야 유우 Art works
- TYPE-MOON의 궤적 / 사카가미 슈세이
- Elysion / 쥬몬지 아오 / 상·하
- 어느 여기사의 성덕입문기 / 다롱꽃 / 4권
- 백합기담 / 류세린 / 상·하
- 북구 귀족과 군인 아내의 눈나라 수렵생활 / 에모토 마시메사 / 4권
- 이스케이프 쉽 랜드 / 바바 오키나